# جيمي فيني
جيمي فيني (بالإنجليزية: Jamie Feeney)‏ هو لاعب دوري الرغبي أسترالي، ولد في 9 أبريل 1978 في ميوسولبروك في أستراليا.